# Campsurus pictetii
Campsurus pictetii is een haft uit de familie Polymitarcyidae. De wetenschappelijke naam van de soort is voor het eerst geldig gepubliceerd in 1897 door Kirby.